# Agaricin
Agaricin, eller rättare agaricinsyra, C19H36OH(COOH)3, är en läkemedelssubstans. Det är ett vitt, kristallinit pulver utan lukt och smak. Det är svårlösligt i kallt vatten, men med kokande vatten bildas en klart surt reagerande lösning som vid avkylning blir oklar.
Agaricin har använts som svettfördrivande medel och utvanns ur lärksvamp. Ämnet är giftigt i större mängder.